# Tom Herpich
Tomas Herpich es un artista estadounidense, conocido por ser guionista y artista de storyboard, de la serie animada de televisión, Adventure Time, de Cartoon Network.

## Carrera
Herpich se graduó en la Escuela de Artes Visuales de Nueva York, y era conocido por ser un cartoonist indie, más tarde fue contratado para trabajar en Adventure Time. Eventualmente fue contratado como diseñador de personajes para la primera temporada, antes de hacer el storyboard del episodio de la primera temporada, "Freak City", fue promovido a artista de storyboard en la segunda temporada.

## Reconocimientos
El trabajo de Herpich en Adventure Time le ha validó dos Logros Individuales Destacados en Animación Emmy, junto con tres Premios Primetime Emmy por nominación a mejor Animación de Formato: fue nominado por primera vez para el episodio de la tercera temporada "Too Young" en 2012, junto con su compañero de storyboard, Jesse Moynihan; luego fue nominado para el episodio de la quinta temporada, "Be More", junto con su compañero Steve Wolfhard; y en 2016 fue nominado para su trabajo en solitario en el episodio de la séptima temporada "The Hall of Egress. Tanto en 2015 como en 2016, fue galardonado con un Logro Individual Excepcional en Animación Emmy por su trabajo en los episodios "Walnuts & Rain" y "Stakes Part 8: The Dark Cloud".  Además, también el episodio Gracias", trabajo solo, se realizó en el Festival de Cine de Sundance, fue nominado al Premio Annie de Mejor Producción Especial de Animación, y casi fue nominado para un Oscar.

## Filmografía

### Televisión
| Año           | Programa             | Papel                                                                   |
| ------------- | -------------------- | ----------------------------------------------------------------------- |
| 2009–2016     | Adventure Time       | Diseñador de personajes, escritor, artista de storyboard y actor de voz |
| 2012          | Steven Universe      | Diseño del fondo (piloto)                                               |
| 2012          | Clarence             | Diseñador del fondo (piloto)                                            |
| 2014          | Over the Garden Wall | Escritor de la historia y artista de storyboard                         |
| 2017–presente | Summer Camp Island   | Escritor de la historia y artista de storyboard                         |

### Internet
| Año  | Programa | Papel                   |
| ---- | -------- | ----------------------- |
| 2014 | Manly    | Diseñador de personajes |